# Vincenzo Cuccaro
Vincenzo Cuccaro, noto anche col diminutivo Enzo (1950), è un imprenditore e dirigente sportivo italiano.

## Biografia
È figlio dell'imprenditore Alfonso Cuccaro, proprietario del Reggia Palace Hotel, struttura inaugurata nel 1975 nel comune di San Nicola la Strada (CE) e distrutta da un incendio il 2 maggio 1995.

### Dirigente sportivo
La sua figura è fortemente legata al calcio. Nel 1983 il padre Alfonso divenne presidente della Polisportiva San Nicola, squadra del paese in cui sorgeva l'albergo di famiglia, ed Enzo lo affiancò in qualità di vice presidente. Sotto la loro gestione si concretizzò la fusione con il San Marco Evangelista, che aprì le porte della Prima Categoria al San Nicola. Dopo due stagioni (1983-84 e 1984-85) concluse al secondo posto, la famiglia Cuccaro decise di lasciare la compagine.
Il 21 luglio 1987 Enzo assunse la carica di presidente dell'Casertana dando il via ad un ciclo vincente che aprì ai Falchetti le porte della loro seconda partecipazione in Serie B nella stagione 1991-92, terminata con la retrocessione dopo uno spareggio con il Taranto. L'esperienza di Enzo Cuccaro alla Casertana si concluse con il fallimento della società nel 1993.